# 阿科纳号护卫舰 (1858年)
阿科纳号是普鲁士海军建造的阿科纳级护卫舰的首舰，得名于吕根岛上的阿科纳角。作为19世纪50年代普鲁士大规模造舰计划的一部分，该舰于1855年开始在但泽王国船厂铺设龙骨，1858年5月下水，至1859年4月交付使用。为了能在海外长期部署，阿科纳号的设计结合了蒸汽和风帆动力以扩大航程，并装备有二十八门68磅滑膛炮。它最初被定型为盖甲板护卫舰，自1884年起又重归类为巡洋巡防舰。
阿科纳号在服役生涯中曾进行过多次海外巡航。第一次是1859年底至1862年，该舰绕行南美前往东亚，完成了著名的普鲁士远征东亚行动，并迫使清政府签订《中德通商条约》。它于1864年的普丹战争中证明了自己的实战价值，在亚斯蒙德海战期间担任普鲁士旗舰。自1869年，阿科纳号改作海军学员的教学舰。当1870年普法战争爆发时，它正在北美进行海外拉练，返航途中又被法军封锁在里斯本，最终无缘参战。1873年至1875年，该舰完成环球航行，任务是为1874年的金星凌日探险队考察合适的观测地点。阿科纳号自1876年起便长期驻扎在基尔，1884年3月正式从海军名录中除籍。在同年被拆解之前，它还曾一度充当靶舰使用。

## 设计
19世纪50年代，随着普鲁士的对外贸易在全球范围内扩张，亟需采购以螺旋桨推进方式的机帆动力并用、木制结构军舰来维护其在海外市场上的利益活动。为此，普鲁士海军决定以从英国置换而来的风帆巡防舰忒提斯号为蓝本设计阿科纳级护卫舰，使之不仅配备蒸汽动力的技术创新，而且还配备具有相应大巡航半径的传统航行设施，能够胜任所谓的“驻地舰”职责以保护普鲁士暨德意志的利益，并作为进一步的力量投射——通常是在炮舰外交的基础上于海外设立的基地活动。
阿科纳号的水线长和全长分别为63.55米和71.95米，有13米的舷宽以及5.55米的前吃水和6.35米的后吃水；其设计排水量为1,928吨，满载时则可达2,391吨。标准船员编制为35名军官和345名水兵。该舰由英国授权比利时约翰·科克里尔公司生产的一台卧式两缸单胀往复式蒸汽机提供动力，用以驱动一副直径为4.8米的双叶螺旋桨，成为德意志邦国建造的第一艘配备蒸汽机的舰船。蒸汽则由四座燃煤箱型火管锅炉供应，这使得它在1,365匹指示馬力（1,018千瓦特）额定功率下的最高航速可达12.4節（23.0每小時），并且能够以11節（20每小時）的速度连续航行1,150海里（2,130）。为了在煤炭可能稀缺的海外长期部署时作为蒸汽机的辅助动力，阿科纳号还配备有一套总帆面积为2,200平方米的全帆装索具。
阿科纳号装备有二十八门68磅滑膛炮，均为前装式。自1869年起，这些火炮又被替换为十七门150毫米22倍径后装式箍炮和两门125毫米23倍径箍炮。

## 服役历史

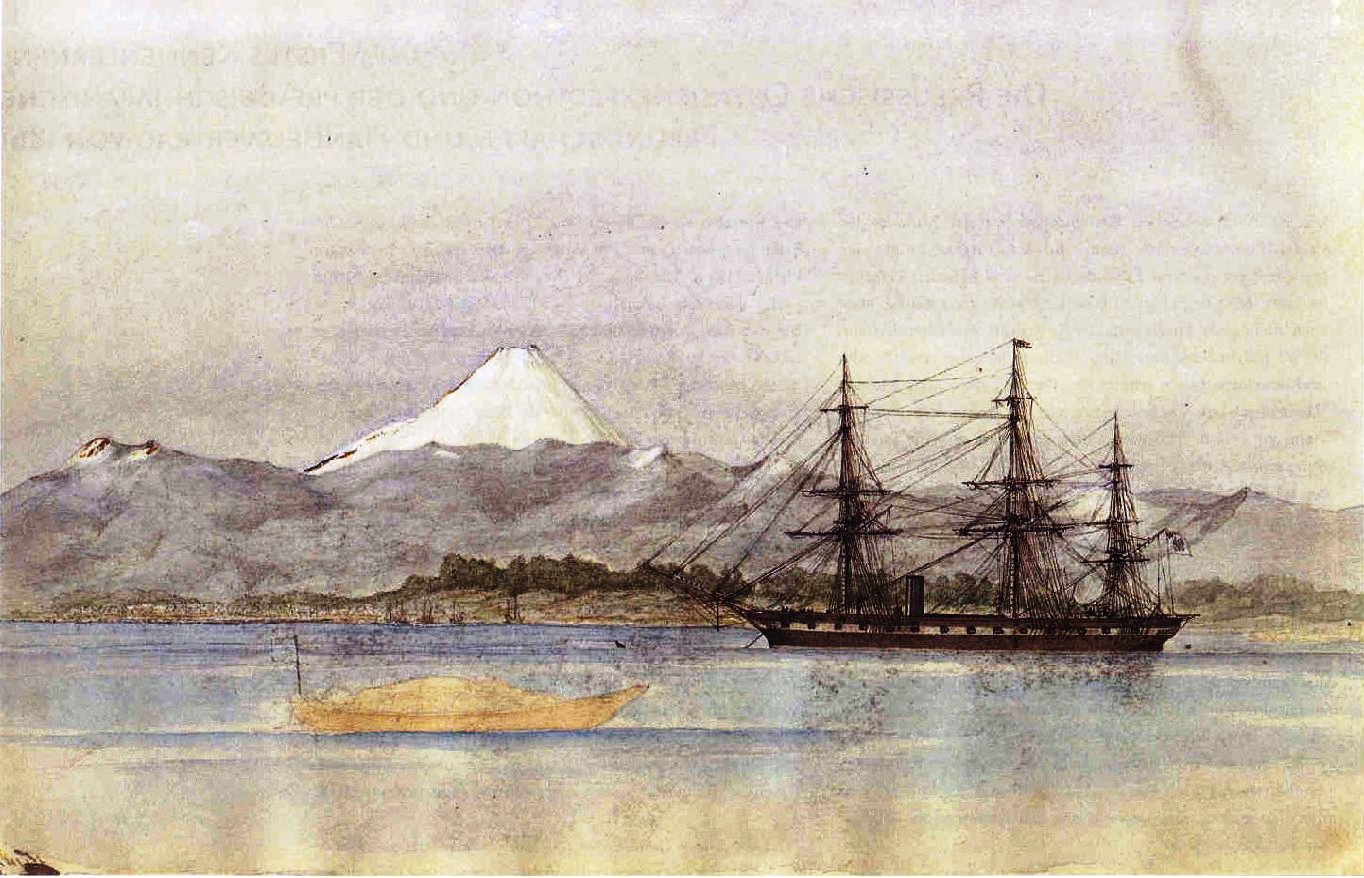
阿科纳号在东京湾

阿科纳号于1855年开始在但泽的王国船厂铺设龙骨，1858年5月下水，至1859年4月竣工。随在进行了多次海试后，该舰于1859年10月23日在首任舰长、海军上校亨德里克·路德维希·松德法尔的指挥下正式入役，并开始担当海外派遣任务。然而，在但泽军港的补给工作因恶劣天气而延误，因此阿科纳号至12月11日才启程前往英国。在航行途中，它又被卷入了一场大风暴，需要在南安普敦停留以接受更长时间的维修。结果，该舰直到1860年5月24日才在里约热内卢与武装帆船女性之赞号和忒提斯号会合。它们随即于6月5日离开里约热内卢，并由阿科纳号担任旗舰与其他两艘舰船展开近三年的东亚巡航，这便是著名的普鲁士远征东亚。在这次远征期间，女性之赞号于9月2日因台风而在日本的江戶附近沉没，船上47名官兵全数罹难。其余两舰则继续造访了中国、暹罗、新加坡和湄公河三角洲，并协助普鲁士特使艾林波逼迫清政府签订了《中德通商条约》。1862年，阿科纳号在东亚的驻地舰职责被其姊妹舰瞪羚号接替，该舰得以返回普鲁士。

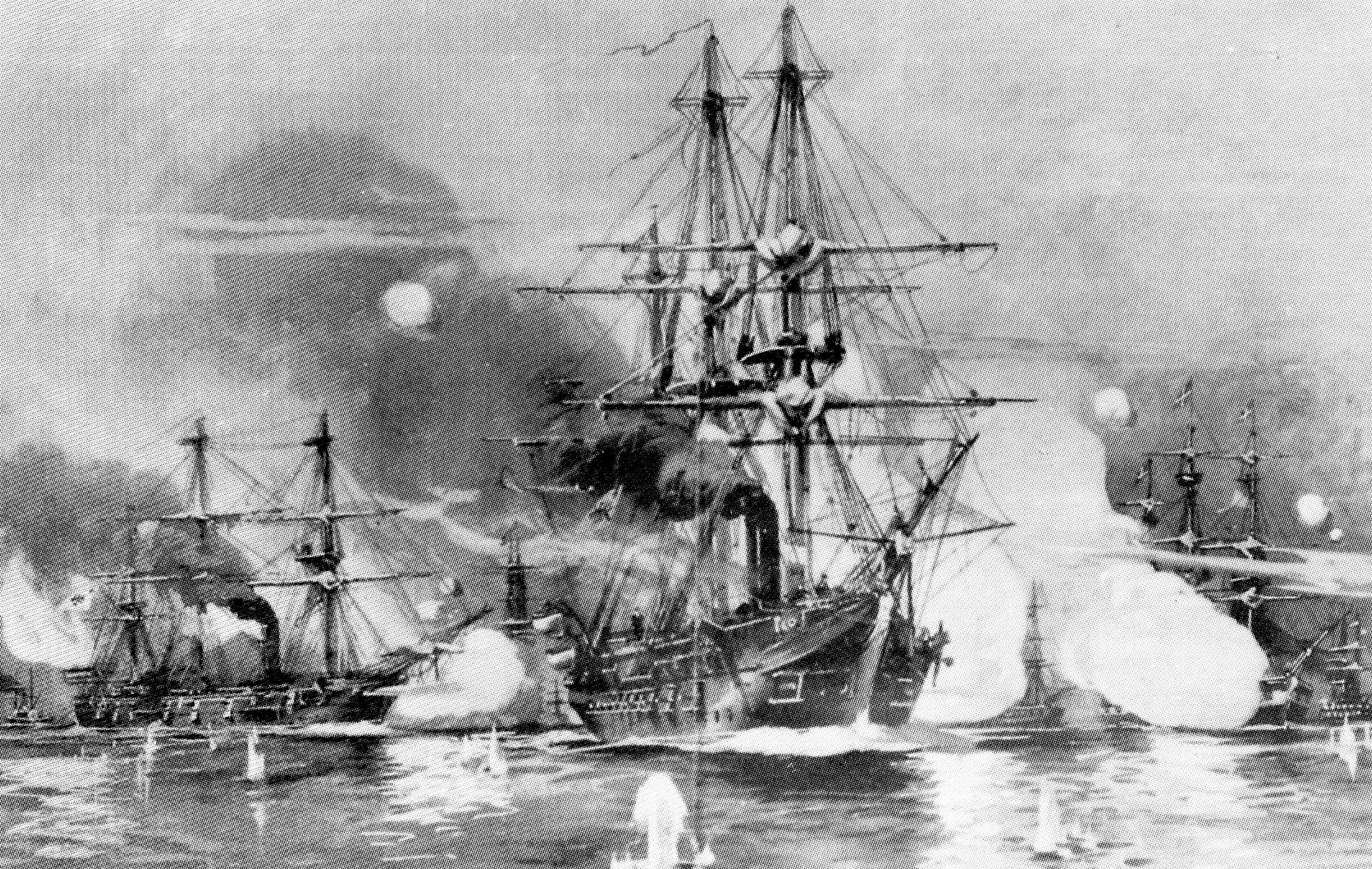
由所绘的亚斯蒙德海战 (1864年)场景，画面正中为阿科纳号

1864年，阿科纳号于普丹战争中证明了自己的实战价值，在亚斯蒙德海战期间担任普鲁士分舰队的旗舰。自1869年起，它改作海军学员的教学舰，并由海军少校格奥尔格·冯·施莱尼茨接任舰长。同年，该舰搭载王储腓特烈代表普鲁士王国出席了苏伊士运河的开通仪式。阿科纳号随后前往西印度群岛和北美周边海域展开训练巡航，直到1870年。期间在到访圣托马斯岛后，船员们遭遇了一场瘟疫，导致50名官兵死亡。1870年普法战争爆发时，阿科纳号正从纽约返航，途经亚速尔群岛的奥尔塔。在那里，普鲁士陆军的一名成员向施莱尼茨通报了战争的爆发。该舰随即离开奥尔塔，但遭法国铁甲舰蒙卡尔姆号赶回奥尔塔。不久之后，法国巡防舰贝罗那号（Bellone）于11月16日抵达当地，由于两舰的实力相当，双方遂同意于11月20日进行一场战斗。然而，两舰于11月20日都遭遇了一场严重的风暴，迫使贝罗那号停靠至加的斯作为避险港。阿科纳号趁机逃往英吉利海峡，试图在那里巡逻追踪法国商船，但一无所获。1871年1月14日，它航行至里斯本，遭法国巡防舰宽宏号（Magnanime）和麦哲伦号（Mangellan）封锁在港口内。直到战争结束后，阿科纳号才于1871年5月上旬返抵威廉港。
1873年10月1日，阿科纳号以海军学员的教学舰身份展开环球航行，此行是为了计划于一年后搭乘瞪羚号研究金星凌日的德国科考队作准备，主要目的是考察南半球的哪些岛屿适合作为观测地点。它于1874年1月31日经由南大西洋穿过好望角抵达凯尔盖朗群岛。由于天气恶劣，船员们未能上岸，但时任舰长、海军少校保罗·冯·莱布尼茨在其后抵达澳大利亚时发回报告称，凯尔盖朗将是合适的地点。继到访萨摩亚后，该舰于同年7月17日进一步抵达日本的横滨。在那里，它的一些军官和德国科学家均表达了支持在陆地上观察金星凌日的观点。随后阿科纳号再度访问中国，继而横渡太平洋绕行合恩角，于1875年12月26日回到基尔。自1876年起，该舰便常驻基尔，担任司炉兵和轮机兵的教学舰。1884年3月18日，阿科纳号正式从海军名录中除籍。之后它曾一度充当靶舰使用，直至同年末在基尔帝国船厂拆解报废。